# Mimi Rogers
Mimi Rogers, nome artístico de Miriam Spickler (Coral Gables, 27 de janeiro de 1956) é uma atriz e jogadora de pôquer estadunidense.
Foi casada com Tom Cruise de maio de 1987 a fevereiro de 1990.

## Filmografia
- 2006 - Big Nothing
- 2006 - Penny Dreadful
- 2005 - Dancing in Twilight
- 2004 - The Door in the Floor
- 2004 - The Gunman
- 2004 - Seeing Other People
- 2003 - Dumb and Dumberer: When Harry Met Lloyd
- 2000 - The Upgrade
- 2000 - Cruel Intentions 2
- 2000 - Ginger Snaps
- 1999 - Seven Girlfriends
- 1998 -  Lost in Space
- 1997 - Austin Powers: International Man of Mystery
- 1996 - The Mirror Has Two Faces
- 1996 - Trees Lounge
- 1996 - Little White Lies
- 1995 - Far from Home: The Adventures of Yellow Dog
- 1995 - The Beast (voz)
- 1994 - Killer (1994)
- 1994 - Monkey Trouble
- 1994 - Reflections on a Crime
- 1992 - Shooting Elizabeth
- 1992 - Dark Horse
- 1992 - White Sands
- 1991 - The Rapture
- 1991 - Wedlock
- 1991 - The Doors
- 1990 - Desperate Hours
- 1990 - Dimenticare Palermo
- 1989 - The Mighty Quinn
- 1989 - Hider in the House
- 1987 - Someone to Watch Over Me
- 1987 - Street Smart
- 1986 - Gung Ho
- 1983 - Blue Skies Again